# Nausicaa.net
Nausicaa.net é um website em língua inglesa criado em 1996, com o objetivo de conter e informar sobre Hayao Miyazaki, Isao Takahata, Studio Ghibli e tópicos relacionados.

## História
Inicialmente, o website foi lançado sob o nome "The Miyazaki Web" em 1994, no tcp.com, antes de ser transferido por Jeremy Blackman em 1996. A Team Ghiblink, o grupo de voluntários que mantém o site, foi formada em 1996 a partir de pessoas da Miyazaki Mailing (que foi fundada em 1991). O site é utilizado como uma importante fonte de informações sobre o Studio Ghibli pelo Anime News Network.
Uma das maiores divulgações feitas pela Nausicaa.net foi a criação e distribuição de kits para o lançamento em home video de Majo no Takkyūbin e cinematográfico de Mononoke Hime. O site foi alvo de hackers em outubro de 1998 e foi recuperado e relançado no início de 1999 através dos esforços de muitas pessoas que o utilizavam, também através de backups feitos das primeiras versões no Google Busca.

## Reconhecimento
Em 1999, o Science Fiction Weekly escolheu Nausicaa.net como o "site da semana", afirmando que era "incrivelmente abrangente" e "bem organizado". Neil Gaiman que escreveu o roteiro em inglês de Mononoke Hime, declarou que usou Nausicaa.net quando começou a trabalhar no roteiro e que o site e aqueles que o administram foram "tremendamente úteis".
Nausicaa.net foi nomeado um dos melhores da website pela Intute em janeiro de 2007, na categoria Artes e Humanidades.